# John Vanbiesbrouck
John Vanbiesbrouck (Detroit, 4 settembre 1963) è un ex hockeista su ghiaccio statunitense di ruolo portiere, noto per la sua lunga militanza con i New York Rangers. Ha vinto un Vezina Trophy, il trofeo assegnato al miglior portiere stagionale, nel 1986.